# Clarke County (Alabama)
Das Clarke County ist ein County im Bundesstaat Alabama der Vereinigten Staaten. Bei der Volkszählung im Jahr 2010 hatte das County 25.833 Einwohner und eine Bevölkerungsdichte von 9 Einwohnern pro Quadratkilometer. Der Verwaltungssitz (County Seat) ist Grove Hill. Das County gehört zu den Dry Countys, was bedeutet, dass der Verkauf von Alkohol eingeschränkt oder verboten ist.

## Geographie
Das County liegt fast im äußersten Südwesten von Alabama, ist im Westen etwa 40 km von Mississippi, im Süden etwa 60 km von Florida entfernt und hat eine Fläche von 3244 Quadratkilometern, wovon 37 Quadratkilometer Wasserflächen sind. Es grenzt im Uhrzeigersinn an folgende Countys: Marengo County, Wilcox County, Monroe County, Baldwin County, Washington County und Choctaw County.

## Geschichte
Das Gebiet wurde sowohl vom Volk der Choctaw als auch den Creek beansprucht, wobei die Wasserscheide der Flüsse Alabama und Tombigbee als Grenze diente. An diesen beiden Flüssen entstanden auch die ersten Siedlungen von Weißen. Clarke County wurde am 10. Dezember 1812 auf Beschluss der Regierung des Mississippi-Territoriums aus Teilen des Washington County gebildet. Benannt wurde es entweder nach John Clark oder Elijah Clarke (1733–1799). Letzterer war während des Amerikanischen Unabhängigkeitskriegs General in der Kontinentalarmee und kämpfte bei der Belagerung von Augusta im Jahr 1781. Sein Sohn John Clark diente als General im Britisch-Amerikanischen Krieg und amtierte als Gouverneur von Georgia. Er entfernte das e als Endung aus dem Familiennamen. Der erste Sitz der Countyverwaltung war Clarksville, 1831 wurde dies dann Grove Hill. Im Creek-Krieg von 1813/14 bauten diese Siedler Forts zum Schutz gegen die Indianer. Bei einem Angriff auf Fort Sinquefield im September 1813 töteten die Creek mehrere Siedler. Zwei Monate später führte Samuel Dale einen Trupp von 30 Mann gegen die Indianer, wobei es im Alabama River zu einem Scharmützel kam, der als „Canoe Fight“ („Kanukampf“) Bekanntheit erlangte. In den Verträgen von Fort Jackson (1814) und Dancing Rabbit Creek (183) traten Creek beziehungsweise Choctaw ihr Land an die Vereinigten Staaten ab. Während des Sezessionskriegs stellte das County zehn Kompanien für die Konföderierte Armee und war ein Zulieferer von Salz und Holz. Die Forstindustrie blieb nach dem Bürgerkrieg, begünstigt durch den Eisenbahnbau in Alabama, ein wichtiger Wirtschaftsfaktor im County.

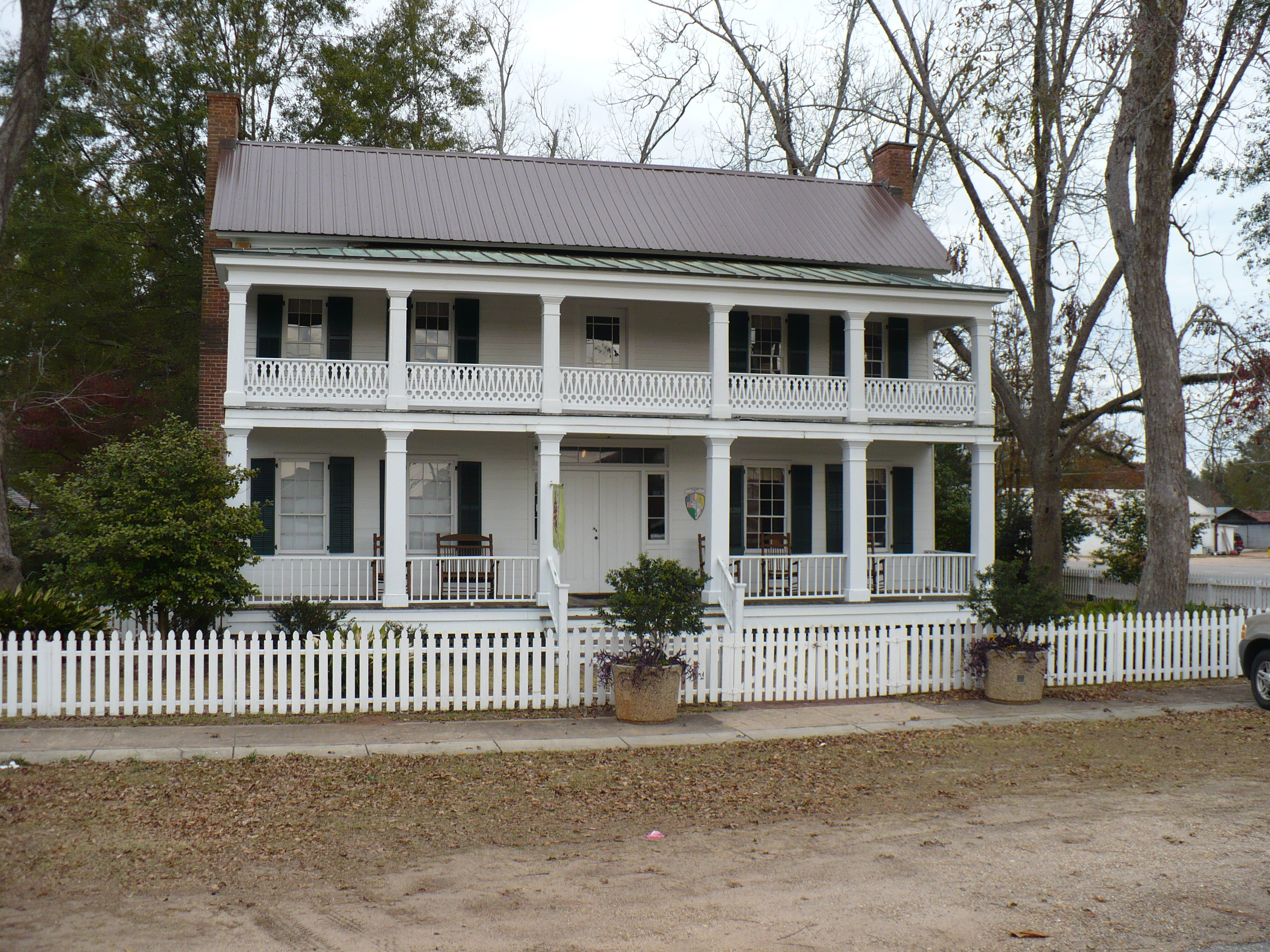
Alston-Cobb House (2008) ist seit April 1979 im NRHP eingetragen.

21 Bauwerke und Stätten im County sind im National Register of Historic Places (NRHP) eingetragen (Stand 31. März 2020), darunter das Alston-Cobb House, das Fort Sinquefield und der Grove Hill Courthouse Square Historic District.

## Demographische Daten

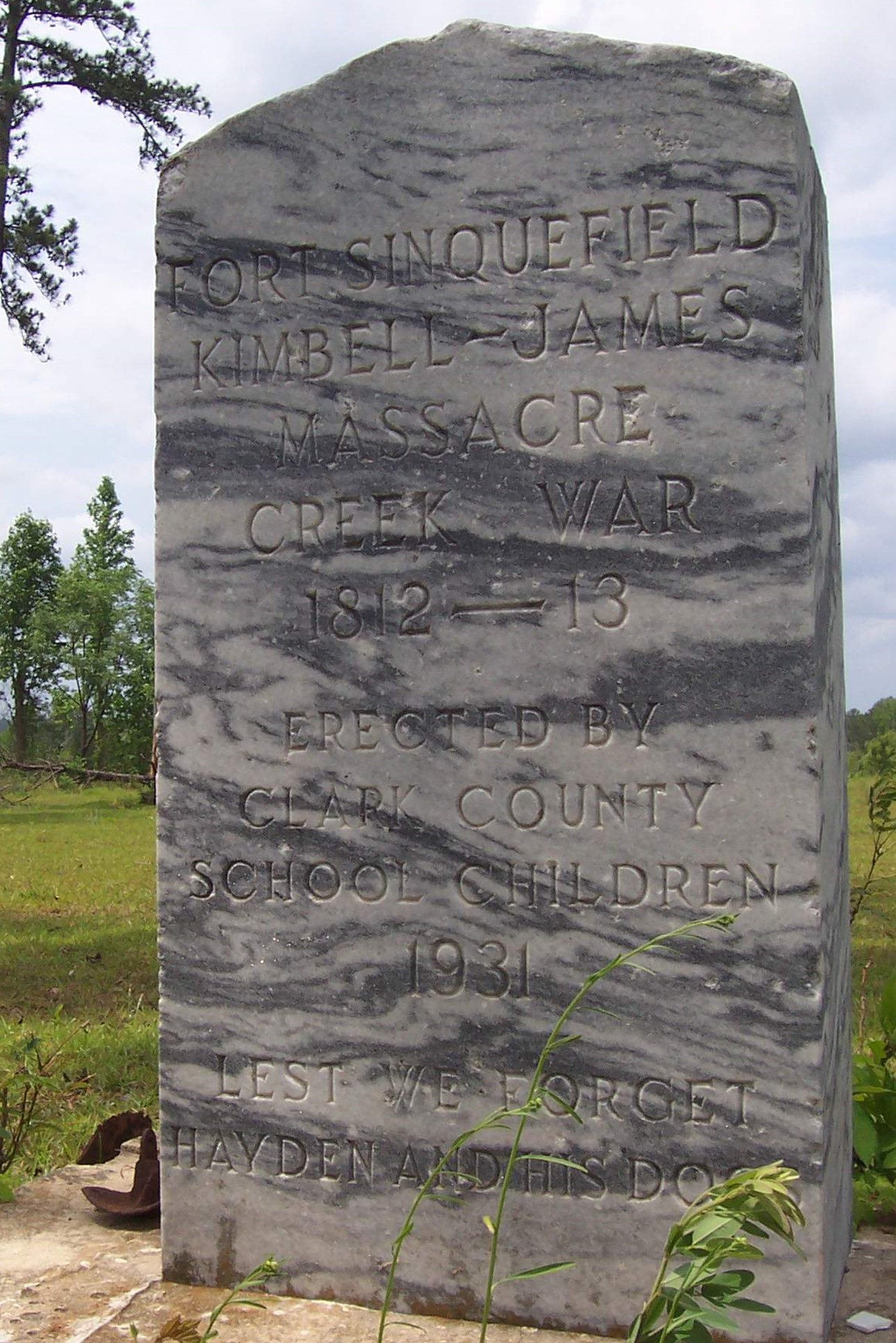
Gedenkstein an das Fort Sinquefield. Die Örtlichkeit ist seit Dezember 1974 im NRHP gelistet.

Nach der Volkszählung im Jahr 2000 lebten im Clarke County 27.867 Menschen. Davon wohnten 387 Personen in Sammelunterkünften, die anderen Einwohner lebten in 10.578 Haushalten und 7.700 Familien. Die Bevölkerungsdichte betrug 9 Einwohner pro Quadratkilometer. Ethnisch betrachtet setzte sich die Bevölkerung zusammen aus 55,94 Prozent Weißen, 43,02 Prozent Afroamerikanern, 0,22 Prozent amerikanischen Ureinwohnern, 0,16 Prozent Asiaten und 0,16 Prozent aus anderen ethnischen Gruppen; 0,49 Prozent stammten von zwei oder mehr Ethnien ab. 0,65 Prozent der Bevölkerung waren spanischer oder lateinamerikanischer Abstammung.
Von den 10.578 Haushalten hatten 35,4 Prozent Kinder und Jugendliche unter 18 Jahren, die bei ihnen lebten. In 53,9 Prozent lebten verheiratete, zusammen lebende Paare, 15,7 Prozent waren allein erziehende Mütter, 27,2 Prozent waren keine Familien, 25,5 Prozent aller Haushalte waren Singlehaushalte und in 11,9 Prozent lebten Menschen im Alter von 65 Jahren oder darüber. Die Durchschnittshaushaltsgröße betrug 2,60 und die durchschnittliche Familiengröße betrug 3,13 Personen.
28,0 Prozent der Bevölkerung waren unter 18 Jahre alt, 8,5 Prozent zwischen 18 und 24, 27,5 Prozent zwischen 25 und 44, 22,5 Prozent zwischen 45 und 64 und 13,5 Prozent waren 65 Jahre oder älter. Das Durchschnittsalter betrug 36 Jahre. Auf 100 weibliche Personen kamen 89,7 männliche Personen und auf Frauen im Alter von 18 Jahren und darüber kamen 84,6 Männer.
Das jährliche Durchschnittseinkommen eines Haushalts betrug 27.388 USD, das Durchschnittseinkommen einer Familie 34.546 USD. Männer hatten ein Durchschnittseinkommen von 34.111 USD, Frauen 19.075 USD. Das Prokopfeinkommen betrug 14.581 USD. 18,1 Prozent der Familien und 22,6 Prozent der Einwohner lebten unterhalb der Armutsgrenze.

## Orte im County
- Alma
- Atkeison
- Barlow Bend
- Bashi
- Campbell
- Carlton
- Center Point
- Chance
- Chilton
- Choctaw Bluff
- Clarksville
- Coffeeville
- Cunningham
- Dickinson
- Failetown
- Finley Crossing
- Fulton
- Gainestown
- Glover
- Gosport
- Greenwood
- Grove Hill
- Jackson
- Manila
- Mays Crossroads
- McEntyre
- McVay
- Midway
- Morvin
- Nettleboro
- Opine
- Peacock
- Rock Springs
- Rockville
- Roundhill
- Rural
- Salitpa
- Scyrene
- Smyer
- Springfield
- Suggsville
- Tallahatta Springs
- Tattlersville
- Thomasville
- Toddtown
- Vashti
- Walker Springs
- West Bend
- Whatley
- Winn
- Woods Bluff
- Zimco